# Phaffia rhodozyma
Phaffia rhodozyma är en svampart som beskrevs av M.W. Mill., Yoney. & Soneda 1976. Phaffia rhodozyma ingår i släktet Phaffia och familjen Cyfstofilobasidiaceae.   Inga underarter finns listade i Catalogue of Life.